# Шамблан
Шамблан (фр. Chamblanc) насеље је и општина у источном делу централне Француске у региону Бургоња, у департману Златна обала која припада префектури Бон.
По подацима из 2011. године у општини је живело 501 становника, а густина насељености је износила 49,07 становника/km². Општина се простире на површини од 10,21 km². Налази се на средњој надморској висини од 178 метара (максималној 192 m, а минималној 176 m).

## Демографија
| 1962. | 1968. | 1975. | 1982. | 1990. | 1999. | 2011. |
| ----- | ----- | ----- | ----- | ----- | ----- | ----- |
| 379   | 406   | 423   | 442   | 397   | 404   | 501   |

График промене броја становника у току последњих година